# スカーレット (スキマスイッチの曲)
「スカーレット」は、スキマスイッチの18枚目のシングル。

## 解説
- 17thシングル「ユリーカ」から約10か月ぶりのリリース。
- 初回生産限定盤・通常盤の2種類同時発売。初回盤のCDはBlu-spec CD2仕様であるほか、DVDが付属されている。
- 対象店舗で購入すると「スキマスイッチ直筆メッセージ入り特製アナザージャケット」が先着でプレゼントされた。
- ミュージック・ジャケット大賞2014にシングル部門でノミネートされた。

## 収録曲
- 全作詞・作曲：スキマスイッチ

1. スカーレット
  - テレビ朝日系『土曜ワイド劇場』→『土曜プライム・土曜ワイド劇場』[1]主題歌
  - 土曜ワイド劇場の主題歌使用期間は3年5カ月で、歴代2位の長さであった[2]。
  - 旅立ちの心境を歌った曲。2人の上京の時の心境も反映されている。
  - 曲名は2人の地元を走る名古屋鉄道の車体塗色「名鉄スカーレット」から来ている[3]。イントロも名鉄電車の収録音である。
  - ビデオクリップが『ショートショートフィルムフェスティバル&アジア2013』の「ミュージックShort PV部門」で上映された。
  - 大橋曰く、「自分の歌い癖の通りにすると、32分音符どころか64分音符も出てきてしまう」ということで、楽譜では細かい部分は省略されている。
2. トラベラーズ・ハイ
  - 『TOUR 2012-2013“DOUBLES ALL JAPAN”』テーマソング
  - 松山発オリジナルアニメーション『マッツとヤンマとモブリさん』エンディングテーマ
  - JB本四高速 CMソング[4]
  - RKB毎日放送創立65周年記念 西日本新聞創刊140周年記念「大アマゾン展」テーマソング
  - 『TOUR 2012-2013“DOUBLES ALL JAPAN”』のために作られた[5]。
  - 20周年記念のベストアルバム『POPMAN'S WORLD -Second-』のDisc3「SNT selection」に収録されている。『TOUR 2012-2013“DOUBLES ALL JAPAN”』の思い出として選曲された[5]。
3. 10th (instrumental)
4. スカーレット (backing track)

## 初回特典DVD収録内容
1. 「スカーレット」ビデオクリップ
  - 監督は原田眞人。
2. 「Suk!maSw!tch Doubles All Japan」 Episode_0
  - 全都道府県ツアー「TOUR 2012-2013“DOUBLES ALL JAPAN”」初日に至るまでのミーティング、リハーサル、楽曲制作等に密着したドキュメント映像。

## 7inchアナログ盤
- 2012年にリリースした18thシングル「スカーレット」のアナログ盤。
- 自身が立ち上げたアナログ専門レーベル「KU-KAN RECORDS」からの第三弾リリース作品[6]。
- 完全限定盤。
- 33回転仕様。
- 「奏（かなで） / 僕の話-プロトタイプ-」、「LINE / ハナツ」との同時リリース。
- 2020年2月～9月にリリースされた全25タイトルの「特典引換券」を集めて送ることで7インチ収納BOXがプレゼントされる。

### 収録曲
全作詞・作曲：スキマスイッチ

#### SIDE A
1. スカーレット

#### SIDE B
1. トラベラーズ・ハイ

## ライブ映像作品
| 曲名               | 発売年 | 作品名                                                                                     |
| ------------------ | ------ | ------------------------------------------------------------------------------------------ |
| スカーレット       | 2014年 | スキマスイッチ 10th Anniversary Arena Tour 2013 “POPMAN'S WORLD”THE MOVIE                  |
| スカーレット       | 2014年 | Sukimaswitch in Augusta Camp 2013                                                          |
| スカーレット       | 2014年 | スキマスイッチ 10th Anniversary “Symphonic Sound of SukimaSwitch” THE MOVIE                |
| スカーレット       | 2015年 | sukimaswitch official fan club DELUXE FAN CLUB EVENT TOUR 「V.I.P. Vol.3」                 |
| スカーレット       | 2016年 | スキマスイッチ TOUR 2016 “POPMAN'S CARNIVAL” THE MOVIE                                     |
| スカーレット       | 2020年 | スキマスイッチ TOUR 2019-2020 POPMAN'S CARNIVAL vol.2 THE MOVIE                            |
| スカーレット       | 2025年 | スキマフェス                                                                               |
| トラベラーズ・ハイ | 2013年 | スキマスイッチ TOUR 2012-2013“DOUBLES ALL JAPAN”THE MOVIE                                  |
| トラベラーズ・ハイ | 2014年 | スキマスイッチ 10th Anniversary Arena Tour 2013 “POPMAN'S WORLD”THE MOVIE                  |
| トラベラーズ・ハイ | 2014年 | スキマスイッチ 10th Anniversary “Symphonic Sound of SukimaSwitch” THE MOVIE                |
| トラベラーズ・ハイ | 2015年 | スキマスイッチ TOUR 2015 “SUKIMASWITCH”-SPECIAL-THE MOVIE                                  |
| トラベラーズ・ハイ | 2017年 | SUKIMASWITCH TOUR 2017 “re:Action”THE MOVIE for DELUXE                                     |
| トラベラーズ・ハイ | 2019年 | SUKIMASWITCH 15th Anniversary Special at YOKOHAMA ARENA 〜Reversible〜 THE MOVIE           |
| トラベラーズ・ハイ | 2020年 | Streaming LIVE "a la carte 2020" 〜実際にやってみた!〜 THE MOVIE                           |
| トラベラーズ・ハイ | 2023年 | DELUXE FAN CLUB EVENT TOUR V.I.P. Vol.4                                                    |
| トラベラーズ・ハイ | 2024年 | スキマスイッチ 20th Anniversary "POPMAN'S WORLD 2023 Premium" THE MOVIE 〜HOBO KANZENBAN〜 |
| 10th               | -      | -                                                                                          |

## 収録アルバム
| 曲名               | 発売年 | 作品名                                                                 | 分類       |
| ------------------ | ------ | ---------------------------------------------------------------------- | ---------- |
| スカーレット       | 2013年 | POPMAN'S WORLD〜All Time Best 2003-2013〜                              | ベスト     |
| スカーレット       | 2014年 | スキマスイッチ 10th Anniversary Arena Tour 2013 “POPMAN'S WORLD”       | ライブ     |
| スカーレット       | 2014年 | スキマスイッチ 10th Anniversary “Symphonic Sound of SukimaSwitch”      | ライブ     |
| スカーレット       | 2016年 | スキマスイッチ TOUR 2016 “POPMAN'S CARNIVAL”                           | ライブ     |
| スカーレット       | 2020年 | スキマスイッチ TOUR 2019-2020 POPMAN'S CARNIVAL vol.2                  | ライブ     |
| トラベラーズ・ハイ | 2013年 | POPMAN'S WORLD〜All Time Best 2003-2013〜                              | ベスト     |
| トラベラーズ・ハイ | 2013年 | スキマスイッチ TOUR 2012-2013“DOUBLES ALL JAPAN”                       | ライブ     |
| トラベラーズ・ハイ | 2014年 | スキマスイッチ 10th Anniversary Arena Tour 2013 “POPMAN'S WORLD”       | ライブ     |
| トラベラーズ・ハイ | 2014年 | スキマスイッチ 10th Anniversary “Symphonic Sound of SukimaSwitch”      | ライブ     |
| トラベラーズ・ハイ | 2015年 | スキマスイッチ TOUR 2015 “SUKIMASWITCH”SPECIAL                         | ライブ     |
| トラベラーズ・ハイ | 2016年 | POPMAN'S ANOTHER WORLD                                                 | ライブ     |
| トラベラーズ・ハイ | 2019年 | SUKIMASWITCH 15th Anniversary Special at YOKOHAMA ARENA 〜Reversible〜 | ライブ     |
| トラベラーズ・ハイ | 2020年 | スキマノハナタバ 〜Smile Song Selection〜                              | コンセプト |
| トラベラーズ・ハイ | 2023年 | POPMAN'S WORLD -Second-                                                | ベスト     |
| トラベラーズ・ハイ | 2024年 | スキマスイッチ 20th Anniversary "POPMAN'S WORLD 2023 Premium"          | ライブ     |
| 10th               | 2016年 | POPMAN'S ANOTHER WORLD                                                 | ベスト     |